# Cucina bizantina
La cucina bizantina era caratterizzata dalla fusione della gastronomia greca con quella romana. 
Lo sviluppo dell'impero bizantino ed il commercio portarono in Grecia spezie, zucchero e nuove verdure.
I cuochi sperimentarono nuove combinazioni di cibo creando due diversi stili, quello orientale (Asia Minore ed Egeo orientale), consistente nella cucina bizantina integrata da prodotti commerciali, ed uno stile più magro basato sulle tradizioni locali greche.

## Dieta
Il consumo di cibo dei bizantini si differenziava in base alle classi sociali.
Il palazzo imperiale era una metropoli di spezie e ricette esotiche; gli ospiti venivano intrattenuti con frutti, torte al miele e dolciumi sciropposi.
La gente comune era più conservatrice. 
La dieta base consisteva in pane, verdura, legumi e cereali preparati in vari modi. 
L'insalata era molto popolare; per lo stupore dei fiorentini, quando l'imperatore Giovanni VIII Paleologo (1425-1448) ne fece richiesta per la maggior parte dei pasti durante la sua visita nel 1439. 
I bizantini producevano vari formaggi, come l'anthotiro od il kefalintzin. 
Essi inoltre apprezzavano i crostacei ed i pesci, sia di mare che d'acqua dolce. 
Usavano le uova per preparare le famose frittate chiamate sphoungata (spugnose) menzionate da Teodoro Prodromo. 
Ogni famiglia manteneva una scorta di pollame.
I bizantini si procacciavano altri tipi di carne con la caccia, un'attività apprezzata che dava agli uomini l'occasione di distinguersi. 
Di solito cacciavano con cani e falchi ma anche con trappole, reti e la pania.
Gli animali più grandi costituivano un cibo più raro e costoso.
I maiali venivano macellati all'inizio dell'inverno per rifornire le famiglie di salsicce, carne salata e lardo per tutto l'anno.
Solo i più facoltosi potevano permettersi la carne di agnello. 
Essi mangiavano raramente carne bovina perché i buoi venivano usati per coltivare i campi.
Le classi medie e basse, nelle città come Costantinopoli e Tessalonica approfittavano di quanto offerto dalle tipiche taverne greche.
La forma più comune di cottura era la bollitura, una tendenza che ha prodotto la massima umoristica bizantina Il cuoco pigro prepara tutto bollendo.
Il Garum, in tutte le sue varietà, era apprezzato specialmente come condimento.
Grazie alla posizione di Costantinopoli fra itinerari commerciali molto frequentati, la cucina bizantina fu arricchita dall'influenza di varie culture come quella dei Longobardi d’Italia, dell'Imperio persiano e dell'emergente Impero arabo. 
Il risultante melting pot influì enormemente sulla cucina ottomana e quindi sulle moderne cucine greca e turca, e più in generale sull'alimentazione in Medio Oriente. 
Salse usate ancor oggi, come lo Tzatziki, testimoniano questo fatto.
A differenza degli altri popoli del medioevo i bizantini usavano le posate.

## Bevande
La Macedonia era rinomata per i suoi vini, riservati soprattutto ai ceti alti bizantini. 
Durante e dopo le crociate gli europei occidentali apprezzarono grandemente i vini greci. 
Le varietà meglio conosciute erano i vini cretesi derivanti dai vitigni di moscato, il vino di Romania esportato da Modone nel Peloponneso occidentale e la Malvasia anch'essa esportata da Monemvasia.
La Chiesa cristiana ortodossa fu strettamente associata al consumo del vino: il dogma della metousiosis o transustanziazione afferma che durante la Divina Liturgia, il vino si trasforma nel sangue di Cristo.